# HC Olomouc
Der HC Olomouc ist ein tschechischer Eishockeyclub in Olmütz, der seit 2014 wieder an der tschechischen Extraliga teilnimmt.

## Vereinsgeschichte
1955 wurde der Verein Spartak Moravia Olomouc gegründet, der nach nur einer Saison in die 2. Liga aufsteigen konnte. Ab 1965 trat der Verein unter der neuen Bezeichnung TJ Moravia DS Olomouc an. 1974 stieg der Verein aus der zweithöchsten Spielklasse ab und umgehend wieder in selbige auf. 1983 gewann Olomouc die tschechische Gruppe (I. ČNL) der 2. Liga, unterlag aber im Endspiel um den Aufstieg in die erste Liga dem slowakischen Vertreter HC Dukla Trenčín deutlich. In den nächsten Jahren gehörte die Mannschaft immer zur Spitze der 2. Liga, ohne sie gewinnen zu können. Das gelang Olomouc 1988/89, aber just in diesem Spieljahr war eine Relegation mit sechs teilnehmenden Mannschaften eingeführt worden, von denen die beiden erstplatzierten Aufsteiger in die 1. Liga waren. Olomouc landete einen Punkt hinter Poldi Kladno auf dem dritten Platz. Kurioserweise passierte das Gleiche in der nächsten Saison 1989/90, mit dem Unterschied, dass HC Slovan Bratislava diesmal einen Punkt besser war. Allerdings reichte in diesem Jahr auch der dritte Relegationsrang zum Aufstieg, da die 1. Liga von 12 auf 14 Teilnehmer vergrößert wurde. In den ersten drei Erstligajahren belegte Olomouc am Ende jeweils den elften Platz.
In der Gründungsspielzeit der tschechischen Extraliga sorgte der 1992 in HC Olomouc umbenannte Klub für eine Überraschung, als er den Meistertitel errang. Nach 44 Spielen lag Olomouc auf dem siebten Platz, somit ging man als Außenseiter in die Play-offs. Nacheinander schaltete die Mannschaft um Jiří Dopita den HC České Budějovice und den HC Kladno aus. Im Finale wartete der HC Pardubice, welcher das erste Spiel noch mit 3:2 gewinnen konnte. Im zweiten Spiel drehte Olomouc den Spieß um, gewann mit 1:2 und hatte jetzt zwei Heimspiele vor sich. Das erste gewann Olomouc mit 5:2, das 2:1 im vierten Spiel bedeutete den Gewinn der Meisterschaft. Der HC Olomouc konnte den Titel nicht verteidigen und wurde in der folgenden Saison Fünfter, ein Jahr später nur noch Neunter.
Vor der 1997/98 wurde die Extraliga-Lizenz des HC Olomouc an den HC Becherovka Karlovy Vary verkauft. An Stelle dieser kaufte der HC Olomouc dem HC Slezan Opava dessen Erstligalizenz ab und gehörte damit nach sieben Jahren in der höchsten wieder der zweiten Spielklasse an. 1999 wurde auch die Erstligalizenz verkauft, so dass es in Olomouc keine Herrenmannschaft mehr gab. Zwei Jahre später erwarb der HC Olomouc die Zweitligalizenz des HC Uherské Hradiště und 2003 stieg der HC Olomouc in die 1. Liga auf. Im Jahr 2014 kehrte der Verein nach 16 Jahren wieder in die Extraliga zurück.

## Erfolge
- Einmal Tschechischer Meister: 1994

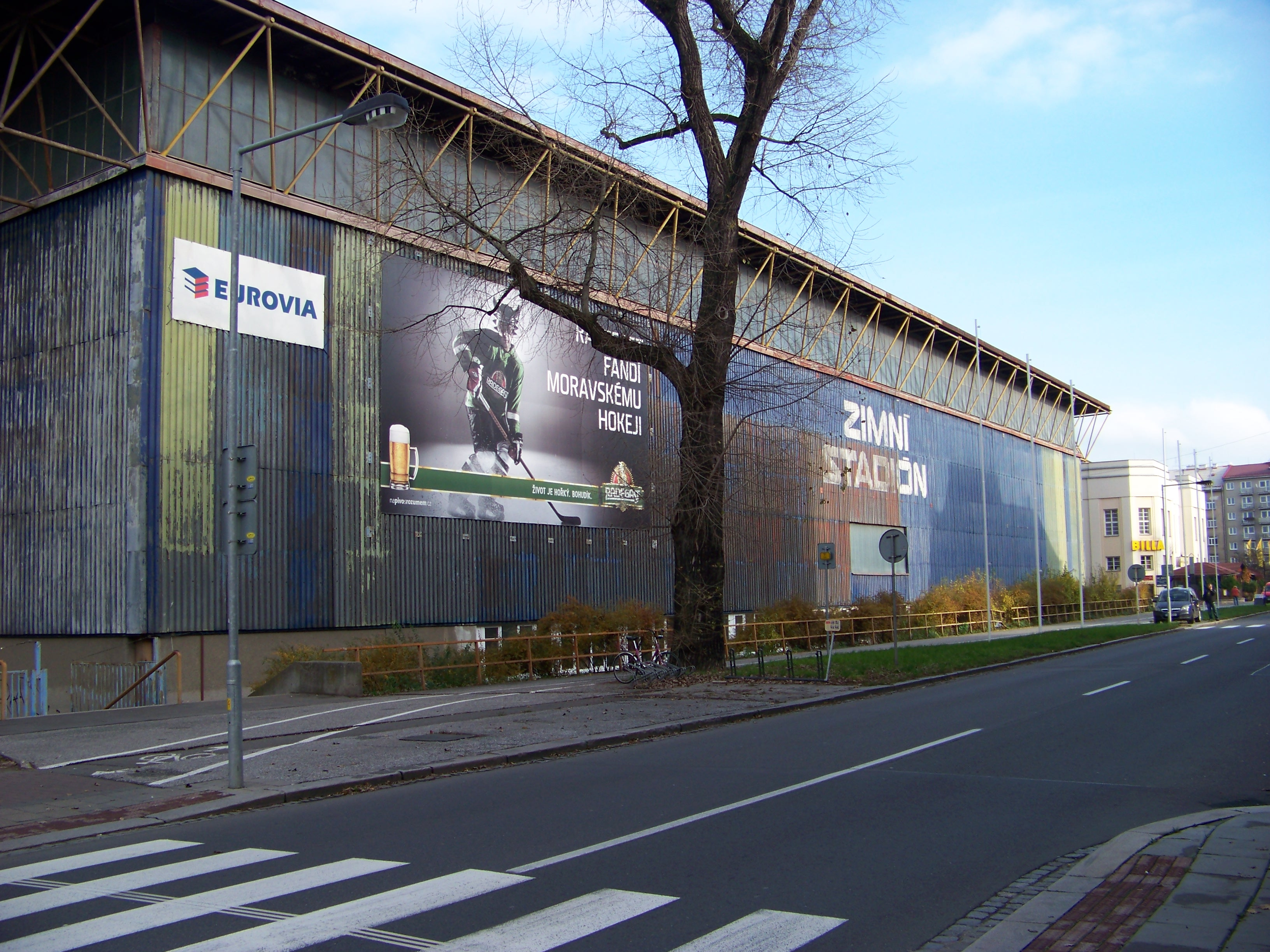
Zimní stadion Olomouc

## Heimspielstätte
Der HC Olomouc trägt seine Heimspiele im Zimní stadion Olomouc aus. Dieses wurde 1948 fertiggestellt, 1966 überdacht und 1982 renoviert. Die Gesamtkapazität beträgt 5.300 Plätze, davon sind 3.900 Sitz- und 1.400 Stehplätze. Der Eigentümer ist seit 2004 die Stadt Olmütz.

## Saisonstatistik seit 1993
| Saison    | Liga                 | Klubs | Hauptrunde | Punkte | Platzierung | Kapitän          | Cheftrainer                                              |
| --------- | -------------------- | ----- | ---------- | ------ | ----------- | ---------------- | -------------------------------------------------------- |
| 1993/1994 | Extraliga            | 12    | 7. Platz   | 45     | 1. Platz    |                  | Jiří Matějů, Lubomír Fischer – Josef Augusta, Miloš Říha |
| 1994/1995 | Extraliga            | 12    | 3. Platz   | 48     | 5. Platz    |                  | Josef Augusta, Lubomír Fischer, Jaromír Přecechtěl       |
| 1995/1996 | Extraliga            | 14    | 7. Platz   | 40     | 9. Platz    |                  | Josef Augusta, Lubomír Fischer, Jaromír Přecechtěl       |
| 1996/1997 | Extraliga            | 14    | 12. Platz  | 43     | 12. Platz   |                  | Jiří Látal, Miroslav Venkrbec                            |
| 1997/1998 | 1. Liga              | 14    | 7. Platz   | 59     | 7. Platz    |                  | Kamil Přecechtěl                                         |
| 1998/1999 | 1. Liga              | 14    | 6. Platz   | 51     | 6. Platz    |                  | Kamil Přecechtěl; Jan Kacl                               |
| 1999/2000 | keine Lizenz         |       |            |        |             |                  |                                                          |
| 2000/2001 | keine Lizenz         |       |            |        |             |                  |                                                          |
| 2001/2002 | 2. Liga – Gruppe Ost | 12    | 8. Platz   | 55     | 8. Platz    |                  | Miroslav Venkrbec, Luděk Konopčík                        |
| 2002/2003 | 2. Liga – Gruppe Ost | 12    | 1. Platz   | 99     | 1. Platz    | Richard Brančík  | Josef Zavadil                                            |
| 2003/2004 | 1. Liga              | 14    | 5. Platz   | 66     | 5. Platz    | Richard Brančík  | Josef Zavadil, Kamil Přecechtěl                          |
| 2004/2005 | 1. Liga              | 14    | 11. Platz  | 57     | 11. Platz   | Michal Šafařík   | Kamil Přecechtěl, Karel Suchánek                         |
| 2005/2006 | 1. Liga              | 14    | 8. Platz   | 78     | 8. Platz    | Michal Šafařík   | Aleš Tomášek                                             |
| 2006/2007 | 1. Liga              | 14    | 14. Platz  | 40     | 14. Platz   | Michal Šafařík   | Aleš Tomášek                                             |
| 2007/2008 | 1. Liga – Gruppe Ost | 8     | 1. Platz   | 86     | 3. Platz    | Richard Brančík  | Petr Fiala, Petr Vlk                                     |
| 2008/2009 | 1. Liga              | 16    | 8. Platz   | 62     | 7. Platz    | Richard Brančík  | Petr Fiala, Petr Vlk                                     |
| 2009/2010 | 1. Liga              | 16    | 3. Platz   | 81     | 3. Platz    | Richard Brančík  | Petr Fiala, Petr Vlk                                     |
| 2010/2011 | 1. Liga              | 16    | 4. Platz   | 75     | 5. Platz    | Martin Vyrůbalík | Petr Fiala, Jan Tomajko                                  |
| 2011/2012 | 1. Liga              | 14    | 3. Platz   | 95     | 3. Platz    | Jakub Bartoň     | Petr Fiala, Jan Tomajko                                  |
| 2012/2013 | 1. Liga              | 14    | 2. Platz   | 113    | 2. Platz    | Jakub Bartoň     | Petr Fiala, Jan Tomajko                                  |
| 2013/2014 | 1. Liga              | 14    | 2. Platz   | 107    | 2. Platz    | Jakub Bartoň     | Petr Fiala, Jiří Dopita                                  |
| 2014/2015 | Extraliga            | 14    | 13. Platz  | 54     | 13. Platz   | Pavel Patera     | Petr Fiala, Jiří Dopita                                  |
| 2015/2016 | Extraliga            | 14    | 5. Platz   | 85     | 5. Platz    | Martin Vyrůbalík | Zdeněk Venera, Jan Tomajko                               |
| 2016/2017 | Extraliga            | 14    | 12. Platz  | 70     | 11. Platz   | Martin Vyrůbalík | Zdeněk Venera, Jan Tomajko                               |
| 2017/2018 | Extraliga            | 14    | 8. Platz   | 75     | 8. Platz    | Martin Vyrůbalík | Zdeněk Venera, Jan Tomajko                               |
| 2018/2019 | Extraliga            | 14    | 6. Platz   | 85     | 6. Platz    | Martin Vyrůbalík | Jan Tomajko, Zdeněk Moták                                |

## Ehemalige bekannte Spieler
- Jiří Dopita
- Pavel Brendl
- David Krejčí
- Ondřej Kratěna
- Michal Broš
- Ervín Mašek
- Jan Tomajko
- Daniel Kunce
- Roman Čechmánek

### Meistermannschaft 1993/94
| Torhüter        | Pavel Cagaš, Ladislav Blažek, Zdenek Nejtek |
| Abwehrspieler   | Aleš Flašar, Jiří Kuntoš, Jan Vavrečka, Jiří Látal, Josef Řezníček, Tomáš Brejník, Cam Brown                                                                                    |
| Angriffsspieler | Martin Smeták, Jiří Dopita, Michal Slavík, Igor Čikl, Michal Konečný, Pavel Nohel, Miroslav Chalánek, Zdeněk Eichenmann, Milan Navrátil, Aleš Pavlík, Michal Černý, Radek Haman |
| Trainer         | Josef Augusta und Miloš Říha |